# Сабине Штифболд
 Сабине Штифболд је немачка параолимпијска скијашица, која је представљала Западну Немачку у алпском скијању на Зимским Параолимпијским играма 1980 . и Зимским Параолимпијским играма 1984 . Освојила је укупно пет медаља, укључујући једну златну, две сребрне. и две бронзане медаље.

## Каријера
На Зимским Параолимпијским играма 1980. Штифболд је заузела 3. место у 3Б велеслалому са временом 3: 15.88, и 4. место у специјалном слалому за 3: 13,47.
На Зимским Параолимпијским играма 1984. у Инзбруку освојила је укупно четири медаље: злато у слалому ЛВ5/7 (са оствареним временом 1:33,78), две сребрне (у тркама велеслалома у 1: 48,22, и алпска суперкомбинација за 2: 48,72), и бронза у спусту (бронза са временом 1: 36,27, злато за аустријску атлетичарку Бригите Мадленер за 1: 24,92 и сребро за земљакињу Сабине Бариш у 1:27,65); све у категорији ЛВ5 / 7.